# Sunday Airlines

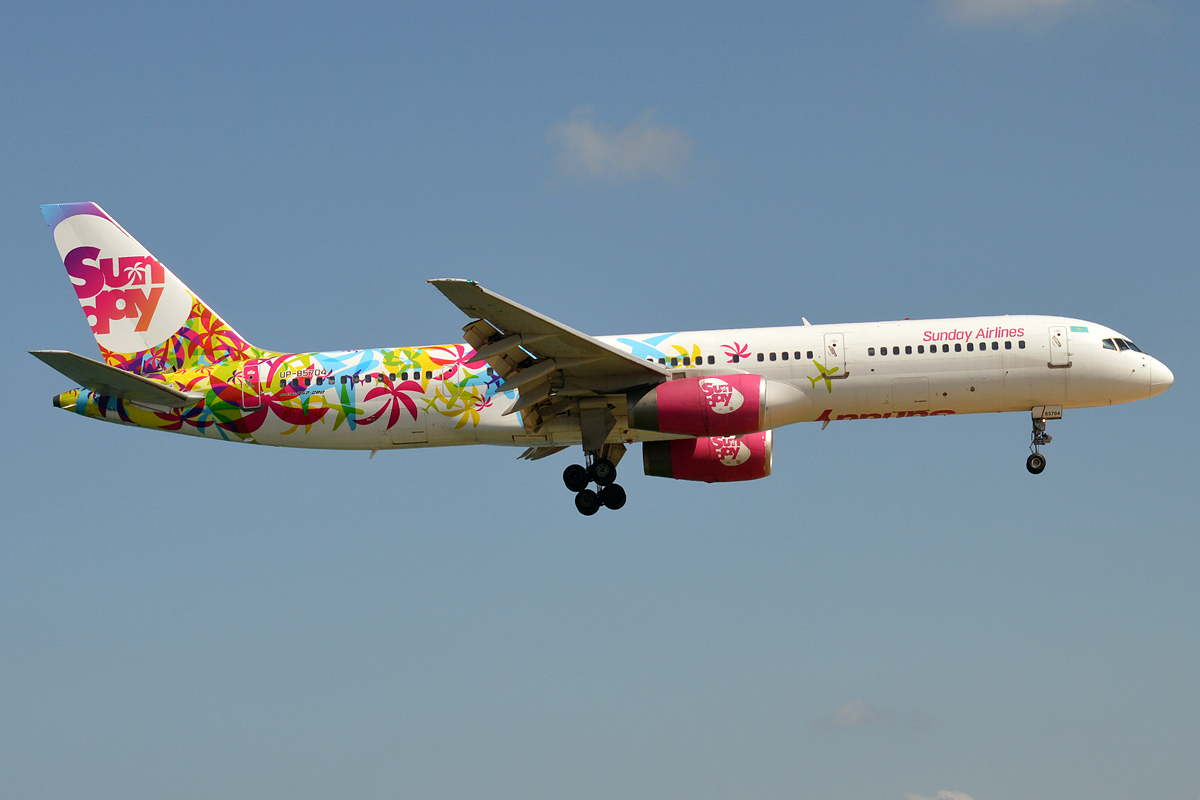
Boeing 757-200 в новой ливрее в 2019 году

Sunday Airlines — дочерняя компания крупного казахстанского авиаперевозчика SCAT, созданная в 2013 году для выполнения чартерных рейсов. Авиакомпания базируется в аэропорту города Шымкент, имеет дополнительные хабы в Алматы и Астане.

## История
Авиакомпания была создана в 2013 году. Незадолго до этого произошла авиакатастрофа с самолётом авиакомпании SCAT и некоторые обозреватели связали эти события. Однако, согласно официальной информации, новая авиакомпания — это шаг к повышению эффективности управления.
Авиакомпания начала полёты 26 апреля 2013 года.

## Флот
Флот дочерней авиакомпании крупного авиаперевозчика SCAT состоит из 5 судов:
UP-B5702 - Boeing 757-200
UP-B5703 - Boeing 757-200
UP-B5704 - Boeing 757-200
UP-B5705 - Boeing 757-200
UP-B6703 - Boeing 767-300ER

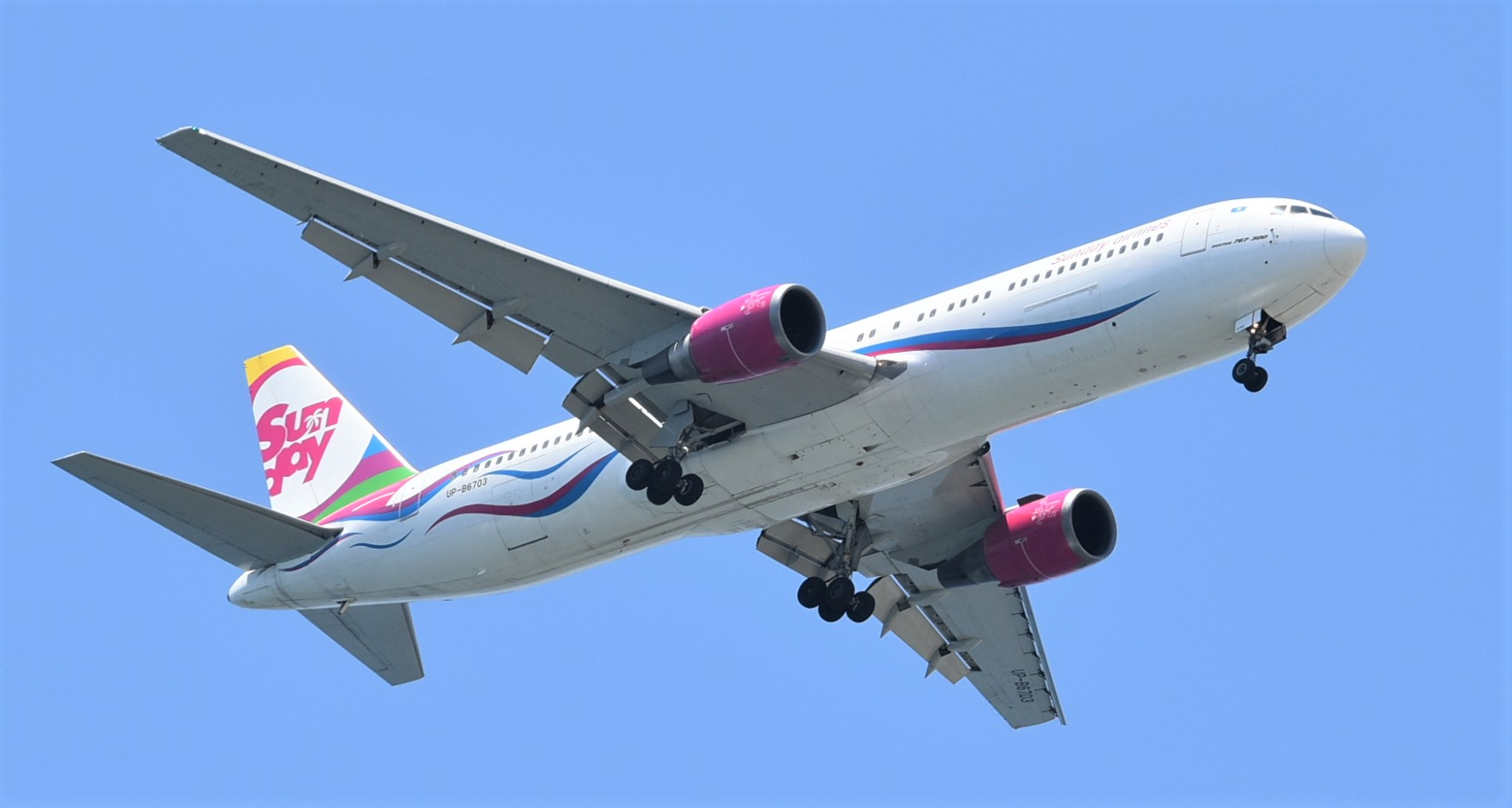
Boeing 767-300ER

## Направления
Основные направления авиакомпании — курорты Египта и Турции. Также имеются различные чартерные рейсы: Индия (Гоа), Вьетнам (Нячанг), Таиланд (Пхукет), Китай и другие. 
Изначально авиакомпания выполняла большинство рейсов из Алматы и Астаны, но с увеличением спроса появились прямые рейсы и из других городов Казахстана.